# سازمان سرمایه‌گذاری و کمک‌های اقتصادی و فنی ایران
سازمان سرمایه‌گذاری و کمک‌های اقتصادی و فنی ایران یک سازمان دولتی وابسته به وزارت امور اقتصادی و دارایی است که امور مربوط به سرمایه‌گذاری‌های خارجی در ایران، سرمایه‌گذاری‌های ایران در خارج، تأمین مالی خارجی یا استقراض از منابع بین‌المللی و گسترش روابط اقتصادی را بر عهده دارد.

## تاریخچه
براساس ماده ۵ «قانون تشکیل وزارت امور اقتصادی و دارایی»، مقرر شد تا سازمانی با عنوان «سازمان سرمایه‌گذاری و کمک‌های اقتصادی و فنی ایران» وابسته به این وزارت‌خانه تشکیل شود و اساسنامه آن توسط همین وزارت‌خانه تهیه و برای تصویب به مجلس شورای ملی و سنا ارائه شود.
به این ترتیب، در خرداد ۱۳۵۴ اساسنامه سازمان به تصویب کمیسیون‌های دو مجلس رسید و تیرماه ۱۳۵۴، سازمان تشکیل شد. در سال ۱۳۷۶، معاونت امور بین‌الملل وزارت امور اقتصادی و دارایی در این سازمان ادغام شد. در سال ۱۳۸۱، قانون جدید تشویق و حمایت سرمایه‌گذاری خارجی تصویب شد و به‌موجب آن، سازمان تنها نهاد رسمی تشویق سرمایه‌گذاری خارجی در کشور می‌باشد.

## ارکان سازمان
ارکان سازمان عبارتند از: شورای‌عالی، هیئت فنی و رئیس‌کل. شورای‌عالی متشکل از وزیر امور اقتصادی و دارایی (رئیس شورای‌عالی)، وزیر امور خارجه، وزیر جهاد کشاورزی، وزیر صنعت، معدن و تجارت و رئیس سازمان برنامه و بودجه کشور می‌باشد. هیئت فنی نیز از معاونان مقامات عضو شورای‌عالی تشکیل می‌شود و
معاون امور سرمایه‌گذاری و کمک‌های خارجی وزیر امور اقتصادی و دارایی، سمت رئیس‌کل سازمان و ریاست هیئت فنی را بر عهده دارد.

## رئیسان کل
- محمدمهدی نواب مطلق (؟ تا آذر ۱۳۷۹)
- پرویز داودی (آذر ۱۳۷۹ تا ۱۳۸۰)[۶]
- محمد خزاعی (بهمن ۱۳۸۰ تا تیر ۱۳۸۶)[۷]
- بهروز علیشیری (تیر ۱۳۸۶ تا ۱۳۸۶) (سرپرست)[۸]
- بهروز علیشیری (۱۳۸۶ تا تیر ۱۳۹۳)
- محمد خزاعی (تیر ۱۳۹۳ تا دی ۱۳۹۷)[۹]
- احمد جمالی (دی ۱۳۹۷ تا فروردین ۱۳۹۸) (سرپرست)[۱۰]
- سید علی‌محمد موسوی (فروردین ۱۳۹۸ تا مهر ۱۴۰۰)[۱۱]
- علی فکری (مهر ۱۴۰۰ تا آبان 1403)[۱۲]
- ابوالفضل کوده ئی( آبان 1403 تاکنون)